# Costanza Zanoletti
Costanza Zanoletti (Novara, 2 dicembre 1980) è un'ex skeletonista italiana.

## Biografia
È stata sei volte campionessa italiana, dal 2005 al 2010. A questi cinque primi posti si aggiunge anche un bronzo, nel 2003.
Ha preso parte alle Olimpiadi di Torino 2006, classificandosi al quinto posto, e a quelle di Vancouver 2010, classificandosi al quindicesimo posto. Si è ritirata al termine delle olimpiadi canadesi.
Prima di cominciare con la carriera nello skeleton ha gareggiato nell'atletica leggera nel Gruppo sportivo atletica Cistella. Specialista del salto in alto, ma forte anche nelle prove multiple, nel 1999 vince il titolo italiano nelle multiple indoor juniores. Con questo risultato viene convocata in nazionale juniores e partecipa con la maglia azzurra al quadrangolare Italia-Germania-Francia-Inghilterra a Nogent-sur-Oise in Francia. Nello stesso anno stabilisce la miglior prestazione italiana stagionale juniores in salto in alto (181 cm).
Ha due figli e ha conseguito il diploma ISEF e la laurea in informatica.